# Rio Jaguarizinho
Le rio Jaguarizinho est un cours d'eau brésilien de l'État du Rio Grande do Sul. 
C'est un affluent de la rive droite du rio Jaguari.

## Étymologie
Jaguarizinho est composé de Jaguari, transcrit du tupi-guarani îagûary, et du suffixe portugais -zinho, qui est un diminutif. Au total, le nom signifie « petite rivière des jaguars » (en tupi-guarani îagûara signifie « jaguar » et y « eau, rivière »).